# Daniel C. Hallin
Daniel C. Hallin (*  11. Juni 1953 in Palo Alto) ist ein amerikanischer Politik- und Kommunikationswissenschaftler. Er lehrt als Professor am Department of Communication der University of California, San Diego. International bekannt ist er durch die sogenannten Hallin-Sphären, ein Modell der medialen Darstellung politischer Ereignisse.
Hallin studierte Politikwissenschaft an der University of California, Berkeley, wo er 1973 das Bachelor-Examen und 1974 das Master-Examen ablegte. 1980 wurde er dort zum Ph.D. promoviert. Seit 1992 lehrt er an der University of California, San Diego, erst als Politikwissenschaftler, dann als Kommunikationswissenschaftler.

## Schriften (Auswahl)
- Comparing media systems beyond the Western world. Cambridge University Press, Cambridge/New York 2004, ISBN 9781107013650 (herausgegeben mit Paolo Mancini).
- Comparing media systems. Three models of media and politics. Cambridge University Press, Cambridge/New York 2004, ISBN 0521835356 (mit Paolo Mancini).
- We keep America on top of the world. Television journalism and the public sphere. Routledge, London/New York 1994, ISBN 041509142X.
- The „uncensored war“. The media and Vietnam. Oxford University Press, New York 1986, ISBN 0195038142.